# ＃真相をお話しします
『#真相をお話しします』（しんそうをおはなしします）は、結城真一郎によるミステリー短編小説集。およびそれを原作とした日本映画。

## 概要
『小説新潮』にて2021年に発表され、第74回日本推理作家協会賞（短編部門）を受賞した短編小説「#拡散希望」を含む5篇を収録。新潮社のHPにて「#拡散希望」が全文無料公開されると、SNSで大きな反響を呼び、日本での発売前にもかかわらず韓国での本書の海外翻訳が決定した。
単行本は2022年6月30日に新潮社から出版され、全国の書店で次々にベストセラー1位を獲得。完売店が続出するなど大ヒットとなった。10万部突破を受け、台湾・中国・タイでの翻訳版刊行も決定し、2022年に最も売れたミステリー小説となった。
2022年にはオーディオブック、2023年から2024年にかけてコミカライズ版が3巻刊行された。2024年には、文庫本および電子書籍版が新潮社から発売された。
2023年、本屋大賞にノミネート。また「楽天Kobo電子書籍Award 2023 小説（国内編）」にて大賞を受賞した。
2024年12月10日に映画化されることが発表された。2025年4月25日公開。同月、公式YouTubeチャンネル「#真相の部屋」が開設された。

## 書誌情報
- 単行本：『#真相をお話しします』新潮社、B6判ソフトカバー、218頁、2022年6月。ISBN 978-4-10-352234-8
- 文庫本：『#真相をお話しします』新潮社、新潮文庫（ゆ-16-3）、272頁、2024年6月26日。ISBN 978-4-10-103263-4[1]
- 電子書籍：新潮文庫版を電子書籍化したもの。2024年6月26日、新潮文庫版と同時発売[1]。

## 漫画
もりとおるの作画でコミカライズ。ウェブコミックサイト『くらげバンチ』で2023年2月から9月まで連載。新潮社のBUNCH COMICSから全3巻で発売。コミックスには漫画のみのオリジナルミステリも収録されている。

### 書誌情報（漫画）
- 結城真一郎（原作）、もりとおる（漫画）『#真相をお話しします』新潮社〈BUNCH COMICS〉、全3巻。
  1. 2023年4月7日発行、ISBN 978-4-10-772586-8。
  2. 2023年9月8日発行、ISBN 978-4-10-772640-7。
  3. 2024年1月9日発行、ISBN 978-4-10-772675-9。

## 映画
2025年4月25日に公開。主演はMrs. GREEN APPLEの大森元貴とtimeleszの菊池風磨。

### キャスト
- 鈴木（渡辺珠穆朗鳿〈チョモ[14]〉）：大森元貴
- 桐山（HN：警備王）：菊池風磨
- ヨガ教室経営者（安西口紅〈ルージュ[14]〉）：中条あやみ[15]
- 「#真相をお話しします」チャンネル管理人（桑島砂鉄〈サテツ[14]〉）：岡山天音[15]
- 女子大生（美雪〈HN：ミーコ〉）：福本莉子[15]
- 桐山の友人（宇治原）：伊藤健太郎[15]
- 桐山の親友（茂木）：栁俊太郎[15]
- サラリーマン（片瀬洋介〈HN：カテキョ〉）：綱啓永[15]
- OL（マナ）：田中美久[15]
- 桐山の知人（有村ほの香/ミナミ）：齊藤京子[15]
- タトゥーの男（リョータ）：原嘉孝[15]
- 主婦（恵子）：桜井ユキ[15]
- 美容室経営者（剣持ハルト）：伊藤英明[15]
- 慎一：山中崇[15]
- 真理：秋元才加[15]
- 矢野悠：柊吾
- 嶋田浩三：大水洋介[15]
- 渡辺珠穆朗鳿（チョモ）：潤浩
- 子供時代の桑島砂鉄（サテツ）：小谷興会
- 子供時代の安西口紅（ルージュ）：泉有乃
- 凛子：小八重葵美
- 役名不明：二宮和也（声の出演）[16]

### スタッフ
- 原作：結城真一郎『#真相をお話しします』（新潮文庫刊）
- 監督：豊島圭介[13]
- 脚本：杉原憲明[13]
- 音楽：江﨑文武
- 主題歌：Mrs. GREEN APPLE「天国」（ユニバーサル ミュージック / EMI Records）[17]
- 企画・プロデュース：平野隆[13]
- エグゼクティブプロデューサー：大脇拓郎[13]
- 制作プロダクション：ツインズジャパン[13]
- 製作：映画「#真相をお話しします」製作委員会
- 配給：東宝[13]

### プロモーション
本作の最初の出演者の解禁日である2024年12月10日より前の同年11月18日から12月9日まで、本作のキャスト陣が唇に人差し指を当てた「ひみつぽーず」の写真を自身のSNSに投稿していたが、このアイデアは大森の「あえて映画の衣装を着て（各々が）写真を撮り、新作映画の告知だと言わずに投稿したら面白いのではないか？」という発案に基づくものであり、これらの投稿によって「もしかしたら何かの共通点があるのでは？」というファンの期待を生んだ。また、本作のYouTubeチャンネル「#真相の部屋」が開設されているが、配給の東宝にとっては映画について作品単独のYouTubeチャンネルを開設するのは史上初で、配信動画を視聴するという本作のテーマに合わせて、同チャンネルを視聴するという行為自体が映画体験の一部となるように企画したものである。

### 興行成績
本作は2025年4月25日に全国351館で公開され、初日から3日間で観客動員数35万8000人、興行収入4億8700万円を記録して、興行通信社の週末観客動員ランキングで初登場3位となり、2025年公開の実写邦画のオープニング週末観客動員数と興行収入では2025年6月26日時点で『劇場版 トリリオンゲーム』に次いで2位の成績となった。その後、3週連続で週末観客動員ランキングの実写邦画1位を記録しながら、公開13日間で観客動員数100万人、興行収入13.4億円を記録、公開17日間で観客動員数114万人、興行収入15億円を突破、公開24日間で観客動員数128万人、興行収入17億円を突破し、公開45日間で観客動員数150万人、興行収入20億円を突破して、公開62日間で観客動員数155万人、興行収入20.8億円を突破した。